# رقية أحمد
رقية أحمد ممثلة مصرية .

## عن حياتها
لها العديد من الأعمال التلفزيونية والسينمائية والإذاعية والمسرحية بالإضافة إلى دبلجة الرسوم المتحركة.

## أعمالها

### في المسلسلات
- المرأة في الإسلام
- أمشير
- القضاء في الإسلام ج5
- عمر بن عبد العزيز
- رسول الإنسانية
- البحث عن السعادة
- محمد رسول الله ج(5)
- دعاة الحق
- حكايات عم عبد التواب (هيا بنا نفكر)
- المفسدون في الأرض

### في المسرح
- عقبة بن نافع
- قاعدين ليه؟
- أبو زيد الهلالي سلامة

### في السينما
- المغنواتي

### في الإذاعة
- رعد السماء
- اجري اجري
- التمثال الحي

### سهرات تلفزيونية
- طلب نقل
- نور النبوة
- عدالة السماء

### في الدوبلاج
- الثنائي المدهش (مخمخ ومشمش)

## روابط خارجية
- رقية أحمد على موقع الدهليز
- رقية أحمد على موقع قاعدة بيانات الأفلام العربية